# 1920 في جمهورية أيرلندا
فيما يلي قوائم الأحداث التي وقعت خلال عام 1920 في جمهورية أيرلندا.

## سياسة

### انتهاء فترة المنصب
- 1 أكتوبر – تيرينس ماكسويني نائب دييل.

## مواليد

### يونيو
- 5 يونيو – كورنيليوس ريان صحفي أيرلندي.

### أغسطس
- 17 أغسطس – مورين أوهارا

## وفيات

### أكتوبر
- 25 أكتوبر – تيرينس ماكسويني (مواليد 1879)